# 浮世の画家
『浮世の画家』（うきよのがか、原題：An Artist of the Floating World）は、 1986年発表のカズオ・イシグロによる長編小説である。第二次世界大戦後の日本を舞台に、戦中に時局に乗じて日本精神を鼓舞する画題を描き名声を成した画家が、戦後の急激な価値転換の中で自身の信念と新たな価値観との間で精神的拠りどころを求めて苦悩する姿を描く。1987年ウィットブレッド賞受賞作。
日本語版は飛田茂雄の翻訳で1988年2月に中央公論社から刊行され、1992年4月に中公文庫から文庫化された。
2019年3月に渡辺謙主演でテレビドラマ化された。

## 書誌情報
- 浮世の画家（1988年2月、中央公論社、ISBN 978-4-12-001647-9）
- 浮世の画家（1992年4月、中公文庫、ISBN 978-4-12-201896-9）
- 浮世の画家（2006年11月、ハヤカワepi文庫、ISBN 978-4-15-120039-7）
- 浮世の画家〔新版〕[注 1]（2019年1月10日、ハヤカワepi文庫、ISBN 978-4-15-120095-3）

## テレビドラマ
「8Kスペシャルドラマ」としてテレビドラマ化され、NHK BS8Kにて2019年3月24日の21時から22時29分に放送された。地上波では、NHK総合の「土曜ドラマ」にて2019年3月30日の21時から22時29分に放送された。本作が平成最後の土曜ドラマ。

### キャスト
- 小野益次 - 渡辺謙
- 村上節子 - 広末涼子
- 小野紀子 - 前田亜季
- 村上一郎 - 寺田心
- 村上素一 - 和田正人
- 黒田 - 萩原聖人
- 円地 - 渡辺大知
- 三宅二郎 - 武田航平
- 信太郎 - 佐藤隆太
- マダム川上 - 秋山菜津子
- 青年小野 - 中村蒼
- 青年松田 - 大東駿介
- 松田知州 - 奥田瑛二
- 森山誠治・モリさん - 小日向文世
- 中原康成・カメさん - 前野朋哉
- 斎藤博士 - 佐野史郎
- 斎藤夫人 - 余貴美子
- 斎藤太郎 - 石黒英雄
- 斎藤満男 - 小日向星一
- 小野の母 - 斎藤とも子
- 小野の父 - 長谷川初範

### スタッフ
- 原作 - カズオ・イシグロ『浮世の画家』
- 脚本 - 藤本有紀
- 音楽 - 三宅純
- 制作統括 - 内藤愼介（NHKエンタープライズ）、海辺潔（NHK）
- 演出 - 渡辺一貴（NHKエンタープライズ）
- 制作協力 -  NHKエンタープライズ
- 制作・著作 - NHK

| NHK総合 土曜ドラマ                  | NHK総合 土曜ドラマ          | NHK総合 土曜ドラマ                     |
| 前番組                              | 番組名                      | 次番組                                 |
| ----------------------------------- | --------------------------- | -------------------------------------- |
| みかづき （2019年1月26日 - 2月23日) | 浮世の画家 （2019年3月30日) | デジタル・タトゥー （2019年5月18日 - ) |